# Шиншилла
Шинши́лла (лат. Chinchilla lanigera) — вид грызунов семейства шиншилловых. Этот вид очень редкий в дикой природе. Встречается только на высокогорьях Анд в Чили. Это активный грызун с пушистым хвостом, длинными усами (вибриссы), помогающими ориентироваться в темноте и искать пищу, длинным густым мехом (до 4 см длиной, с каждой волосяной луковицы выходит 60—70 пушинок), который предохраняет зверьков от резких колебаний температуры. Разводят как домашних питомцев и для получения меха.

## Распространение
Шиншиллы живут в Южной Америке, от Аргентины до Венесуэлы, в горных массивах на всей протяжённости Анд. Шиншиллы предпочитают высокогорья, где они забираются в высоту до трёх километров. Селятся шиншиллы преимущественно на скалах, там, где для них есть готовые укрытия — скальные трещины. В местности, где таковых нет, шиншиллы роют норы. Шиншиллы прекрасно приспособлены к образу жизни в горах. С помощью хорошо развитых органов чувств они отлично ориентируются в горах в тёмное время суток — в пору проявления наибольшей активности, поскольку шиншиллы — ночные животные. Интересная особенность скелета этих грызунов: он способен сжиматься вертикально, а потому шиншиллы без труда пролезают в узкие пространства между камнями. Однако об особенностях жизни шиншилл на свободе известно не много. Зоологи знают об этих грызунах по их поведению в искусственно созданных условиях.

## Описание
Длина туловища примерно 20—40 см, уши достигают 6 см, а усы растут и до 10 см. В среднем самцы весят 369—493 г, а самки весят 379—450 г. У животных наблюдается половой диморфизм, самки весят до 800 г, самцы — до 600 г.  Окрас обычно серый, с более светлым брюшком. У этих грызунов очень развит мозжечок. Скорость реакции шиншилл компенсирует слабое и монокулярное зрение. Однако шиншиллы наделены возможностью видеть в темноте. Задние лапки у шиншилл имеют четыре пальца и в два раза длиннее передних лап, на которых расположены пять хватательных пальцев. У шиншиллы 20 зубов, 16 из них – коренные, и они продолжают свой рост в течение всей жизни.
В природе шиншиллы живут колониями. Шиншиллы принимают ванны из песка или вулканического пепла. А чтобы песок не попал в уши грызунов, их ушные раковины снабжены специальными перепонками, запечатывающими ухо во время такого купания. Шерсть шиншилл очень мягкая и густая, достигает в длину 4 см, причем с каждой волосяной луковицы растёт 60—70 пушинок. 
Шиншиллы в домашних условиях, при соблюдении всех норм, в среднем живут 10—15 лет и больше, но бывают случаи, когда некоторые особи доживают и до 29 лет.

## Питание
Питаются эти грызуны растениями, мхом и лишайниками, древесной корой, иногда удаётся ловить мелких насекомых.
В домашних условиях их обычно кормят сушенными листьями, засушенными овощами и сухофруктами.  

## Размножение
Шиншилла способна рожать, начиная с примерно полугодового возраста. Количество родов — 2—3 раза в год, а среднее количество потомства — 2—3, в отдельных случаях — 5. Вынашивают потомство шиншиллы долго — до 3—3,5 месяцев. Молодняк уже через неделю после рождения способен самостоятельно питаться. В природе шиншиллы моногамны, то есть способны создавать стабильную пару. Её детеныши, в отличие от многих других грызунов, рождаются опушенными шерстью, с прорезавшимися зубками и зрячими. В этом шиншиллы похожи на зайцеобразных.

## Галерея
|  |  |  |
|  |  |  |